# Oxyopes subhadrae
Oxyopes subhadrae är en spindelart som beskrevs av Benoy Krishna Tikader 1970. Oxyopes subhadrae ingår i släktet Oxyopes och familjen lospindlar. Inga underarter finns listade i Catalogue of Life.